# Francisco Portillo Maidana
Francisco Leoncio Portillo Maidana (Santiago, Paraguay, 24 de julio de 1987) es un exfutbolista paraguayo. Se desempeñaba en la posición de mediocampista. Gran parte de su carrera la hizo en el Club Deportivo Universidad de Concepción, donde es considerado referente.

## Clubes
| Club                           | País     | Año       |
| ------------------------------ | -------- | --------- |
| Universidad de Concepción      | Chile    | 2009      |
| Deportes Puerto Montt          | Chile    | 2010-2012 |
| Universidad de Concepción      | Chile    | 2013-2020 |
| 15 de Agosto Santiago Misiones | Paraguay | 2021-2023 |

## Palmarés

### Campeonatos nacionales
| Título     | Club                      | País  | Año     |
| ---------- | ------------------------- | ----- | ------- |
| Copa Chile | Universidad de Concepción | Chile | 2008-09 |
| Primera B  | Universidad de Concepción | Chile | 2013    |
| Copa Chile | Universidad de Concepción | Chile | 2014-15 |